# Culex latisquama
Culex latisquama är en tvåvingeart som beskrevs av Daniel William Coquillett 1906. Culex latisquama ingår i släktet Culex och familjen stickmyggor. Inga underarter finns listade i Catalogue of Life.